# 唐松草党参
唐松草党参（学名：Codonopsis thalictrifolia）为桔梗科党参属的植物。分布于锡金、尼泊尔以及中国大陆的西藏等地，生长于海拔3,600米至5,300米的地区，一般生长在山地草坡和灌丛中，目前尚未由人工引种栽培。

## 异名
- Codonopsis thalictrifolia Wall. var. mollis (Chipp.) L. T. Shen